# Janolus barbarensis
Janolus barbarensis är en snäckart som först beskrevs av James Graham Cooper 1863.  Janolus barbarensis ingår i släktet Janolus och familjen Janolidae. Inga underarter finns listade i Catalogue of Life.